# San Bernardo (Argentyna)
San Bernardo – miasto w Argentynie, w prowincji Chaco, stolica departamentu O’Higgins.
Według danych szacunkowych na rok 2010 miejscowość liczyła 9 379 mieszkańców.